# وادي المعيزات
وادي المعيزات هو نهر موجود في ولاية بن عروس قرب مدينة الزهراء التونسية وقرب أيضا مدينة رادس ينبع هذا النهر من قرب حي سكني أسمه برج لوزير ويصب في شاطئ خليج تونس في( البحر الأبيض المتوسط ) ، وهو قريب أيضا من وادي مليان قرب مدينة رادس التي تقع في تونس.